# Gitta-Maria Sjöberg
Gitta-Maria Sjöberg (født 25. juli 1957 i Trollhättan) er en svensk sopran, der er solist på Det Kongelige Teater. Hun har optrådt overalt i verden og har en særlig tilknytning til Bornholm, hvor hun optræder sammen med sine kolleger bornholmeren Niels Jørgen Riis og kongelig kammersanger Stig Fogh Andersen.
Hun blev den 25. juni 2012 æreskunstner i Østermarie og fik opkaldt Gitta-Maria Sjöbergs Gang efter sig. En række andre æreskunstnere som fx Tina Kiberg, Svend Asmussen, Jesper Klein, Seamus Heaney og Per Arnoldi har fået en vej eller lignende opkaldt efter sig og har deltaget i festspillene i byen.
Sjöberg studerede i Aarhus og København og blev uddannet på Operaskolen i København i 1988. Allerede i slutningen af uddannelsen debuterede hun i rollen som Mimi i Giacomo Puccinis La Bohème på Det Kongelige Teater. Hun har spillet roller som Madame Butterfly i operaen af samme navn, titelrollen i Carmen og Tosca, Elisabeth i Don Carlos, Sieglinde i Ringen, Eurydike i Orfeus og Eurydike, Brangäne i Tristan og Isolde og Kostelnicka Buryjovka i Jenufa. På udenlandske scener har hun blandt andet spillet Madame Butterfly i Bonn og Düsseldorf og på Kungliga Operan i Stockholm samt Sieglinde på Dalhalla.
Den 20. januar 2013 afholdt hun 25 års jubilæumskoncert i Den Kongelige Opera, hvor hun fremførte et potpourri fra sin karriere. Hun modtog ved den lejlighed Torben Anton Svendsens legat på 25.000,- kr. I 2013 blev hun formand for bestyrelsen for Vänföreningen Birgit Nilsson Sällskapet.

## Privat
Gitta-Maria Sjöberg er gift med kollegaen Matti Borg, hvis far, Kim Borg, underviste dem begge i sang.